# Ls (Unix)
ls – polecenie systemów Unix i podobnych służące do listowania plików. Gdy jest wywołane bez żadnych argumentów, listuje pliki w obecnym katalogu robocznym. W innych środowiskach jak DOS, OS/2 czy Microsoft Windows podobna funkcjonalność dostępna jest dzięki poleceniu dir.

## Historia
Program ls pojawił się w oryginalnej wersji AT&T UNIX. Nazwa została odziedziczona z podobnej komendy istniejącej w Multicsie, również nazwanej ls, jako skrót od słowa "list". W dzisiejszych czasach są dwie popularne wersje ls – jedna dostępna w paczce GNU Coreutils, a także różne warianty BSD. Obie wersje są darmowe i open source'owe. Wersja zawarta w coreutils została napisana przez Richarda Stallmana i Davida MacKenziego.

## Przykład użycia
Poniższy przykład prezentuje użycie komendy z dwoma różnymi argumentami:
```
$ 
ls
 
-l

drwxr--r--   1 fred  editors   4096  drafts

-rw-r--r--   1 fred  editors  30405  edition-32

-r-xr-xr-x   1 fred  fred      8460  edit

$ 
ls
 
-F

drafts/

edition-32

edit*

```